# 苏莱讷迪
苏莱讷迪（法語：Soulaines-Dhuys，法語發音：[sulɛn dɥi]），法国东北部市镇，位于大东部大区奥布省，隶属于奥布河畔巴尔区，其市镇面积为20.06平方公里，2022年1月1日时人口数量为419人，在法国城市中排名第18,368位。
苏莱讷迪位于奥布省东北部，东侧与上马恩省接壤，莱讷河流经镇中心。苏莱讷迪因其镇中心的河道景观以及附近的植被而被称为“奥布省的绿色威尼斯”（La Venise Verte de l'Aube）。此外奥布省存储中心亦位于苏莱讷迪市镇范围内。

## 地名来源

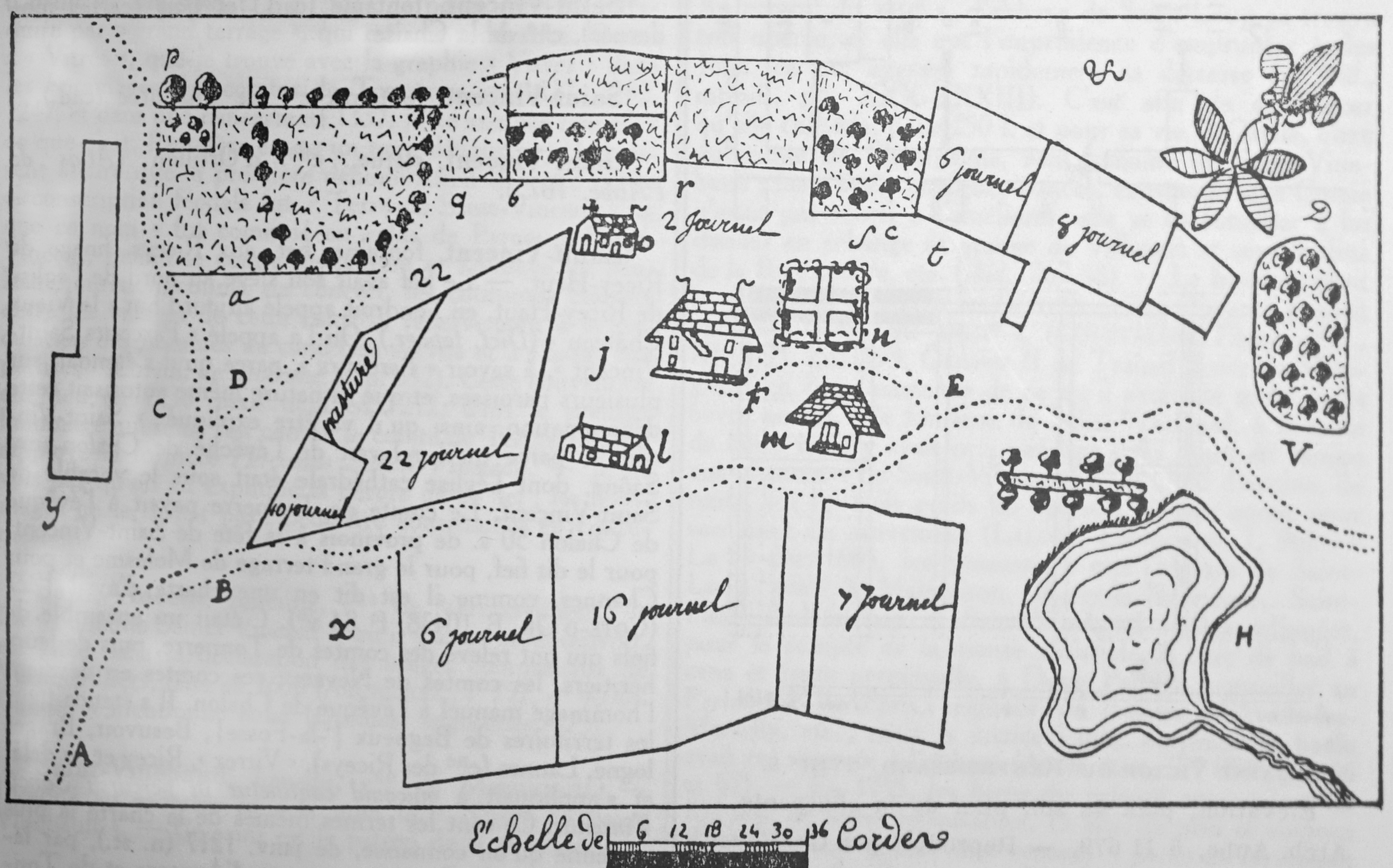
18世纪时的苏莱讷迪地图

“Laines”是当地的一条河流；“Dhuys”一名可能出自古凯尔特语，意为“地下水涌现”，可能与当地的自然地理景观有关，这一后缀自1919年起成为当地官方名称的一部分。

## 历史
苏莱讷迪的早期历史尚不清楚，中世纪时当地开始形成聚落，彼时该区域为香槟伯爵的一处领地。1267年，一座莱讷河畔的磨坊建成。1417年，苏莱讷迪出现了一处神学院。苏莱讷磨坊于1627年被路易·约瑟夫·德·旺多姆购买。法国大革命后，苏莱讷迪成为奥布省的一个市镇。1815年，苏莱讷迪的市政厅大楼建成使用。1992年，奥布省存储中心在苏莱讷迪市镇范围西北部建成，后者是世界上规模最大的露天核废料处理中心。

## 地理

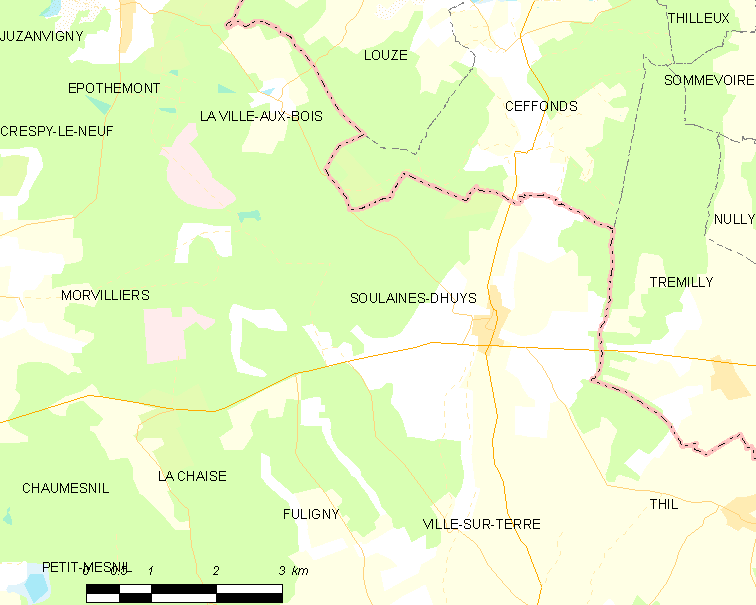
苏莱讷迪市镇范围地图

苏莱讷迪位于法国东北部，大东部大区西南部和奥布省东北部，距离省会特鲁瓦大约58公里。与苏莱讷迪接壤的市镇包括：拉谢斯、埃波泰蒙、菲利尼、莫尔维利耶、蒂勒、拉维尔欧布瓦、维尔叙泰尔、塞丰、特雷米利。

### 地形
苏莱讷迪位于巴黎盆地东部，境内以平原和浅丘为主，市镇中心地势较为平坦，全境海拔在127到196米之间。

### 水文
苏莱讷迪位于塞纳河流域范围内，其三级支流莱讷河自南向北流经镇中心，部分河段被人工渠化改造。

### 植被
苏莱讷迪属于温带阔叶混交林区，林地主要分布于市镇范围西部地区。
在鲜花城市的评比中，苏莱讷迪被评为3星级鲜花城市。

### 气候
苏莱讷迪在柯本气候分类法中属于带有大陆性特征的温带海洋性气候。

## 行政区划
苏莱讷迪的市镇编号为10372，邮政编号为10200。
在行政管理方面，苏莱讷迪隶属于法国大东部大区奥布省奥布河畔巴尔区；在地方选举方面，苏莱讷迪隶属于奥布河畔巴尔县，其市镇范围全境被划入奥布省第一选区；在社会管理方面，苏莱讷迪是旺德夫尔-苏莱讷市镇公共社区的办公驻地。
截至2023年2月，苏莱讷迪市镇范围内暂无城市敏感街区及城市政策优先街区。
法国国家统计与经济研究所（简称）在进行数据统计时，未将苏莱讷迪划入任何城市核心区（Unité urbaine）、城市区（Aire urbaine）以及城市辐射区（Aire d'attraction）内。此外，还将苏莱讷迪市镇整体看作一个“块区”（IRIS），以便于统计人口分布情况。

## 交通

### 公路
奥布省省道D24线、D384线和D960线在苏莱讷迪境内交汇，大东部大区下属的城际客运提供巴士线路，可前往周边部分市镇。
2019年，72.6%的苏莱讷迪家庭拥有至少一辆私人汽车。2016年，苏莱讷迪境内共发生各类交通事故1起，造成1人受伤，其中1人重伤。
| 32 | 56 |

| 特鲁瓦 | 59 |

| 圣迪济耶 | 37 |

| 奥布河畔巴尔 | 18 |

### 铁路
距离苏莱讷迪最近的运营中的客运铁路车站为18公里外的奥布河畔巴尔站，该站停靠往返于巴黎和米卢斯之间的区域列车，部分班次可前往第戎。

### 航空
距离苏莱讷迪最近的民用航空站为巴黎-瓦特里机场，距离苏莱讷迪市中心的公路里程约84公里。

### 城市公共交通
截至2023年2月，苏莱讷迪暂无城市公共交通系统。

## 政治

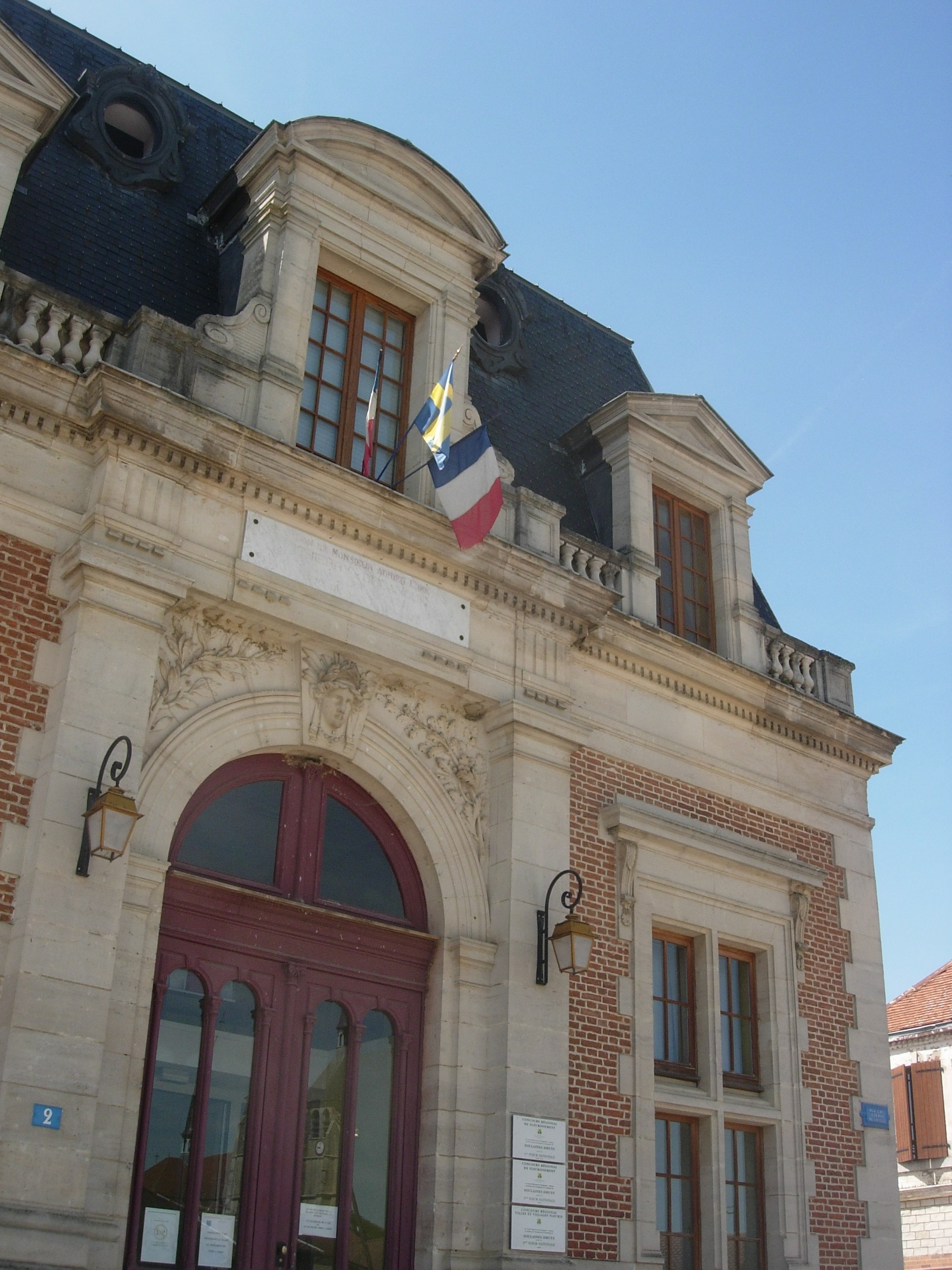
苏莱讷迪市政厅

苏莱讷迪的现任市长为菲利普·达勒马涅先生（Philippe DALLEMAGNE），他是民主人士和独立人士联盟的一名成员，在2020年的市政选举中获得了100%的支持率（无其他候选人）。
在2022年的法国总统大选中，法国极右翼政党国民阵线主席玛丽娜·勒庞在苏莱讷迪获得了58.19%的支持率。

## 人口
2019年，苏莱讷迪市镇人口数量为417，在法国排名第18,368位。其中男性202人，女性215人，75岁及以上人口占15.0%，外籍人口数量为6人，人口密度为21人/平方公里，当地居民被称为（男性）或（女性）。2020年，苏莱讷迪境内出生2人，死亡人口10人。
| 苏莱讷迪1901年－2020年人口变化情况 |
|                                    |
| 数据来源：Cassini、INSEE           |

## 经济
苏莱讷迪是一个以农业生产为主的聚落，奥布省存储中心是当地主要的经济部门。

## 财政与居民收入
2021年，苏莱讷迪的财政收入总额为1,673,780欧元，财政支出总额为900,940欧元，当年的债务总额为2,072,090欧元。2021年，苏莱讷迪市镇通过增值税获得22,800欧元的收入，此外当地还共获得了75,600欧元的国家直接财政补助。
2020年，苏莱讷迪的人均月收入总额为2,062欧元，低于法国平均水平（2,303欧元）。
2019年，苏莱讷迪境内的青壮年（15至64岁）失业率为9.7%；当地45.2%的家庭拥有纳税资格，平均纳税1,750欧元，低于法国平均水平（3,910欧元）。

## 社会事务

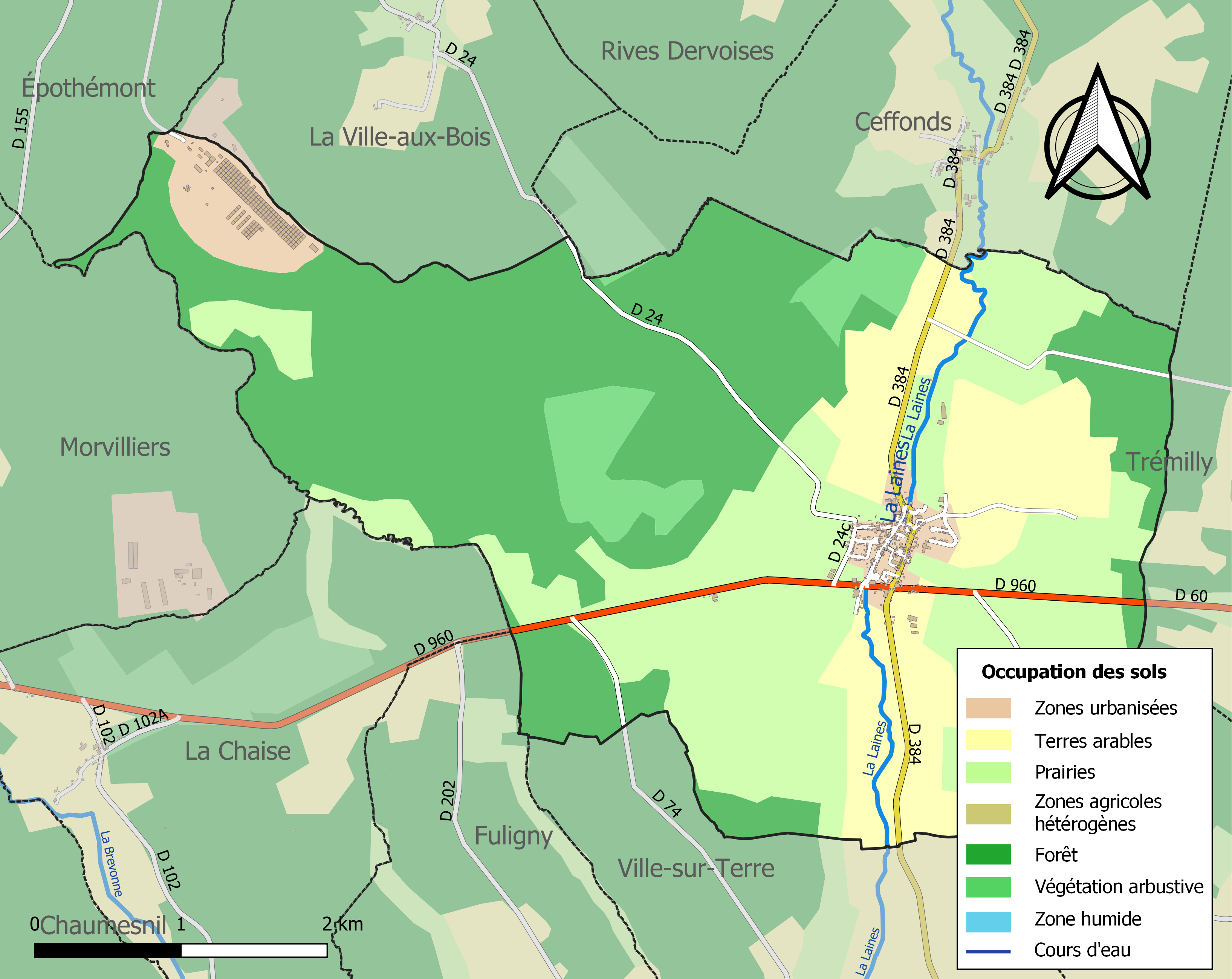
苏莱讷迪土地利用情况地图

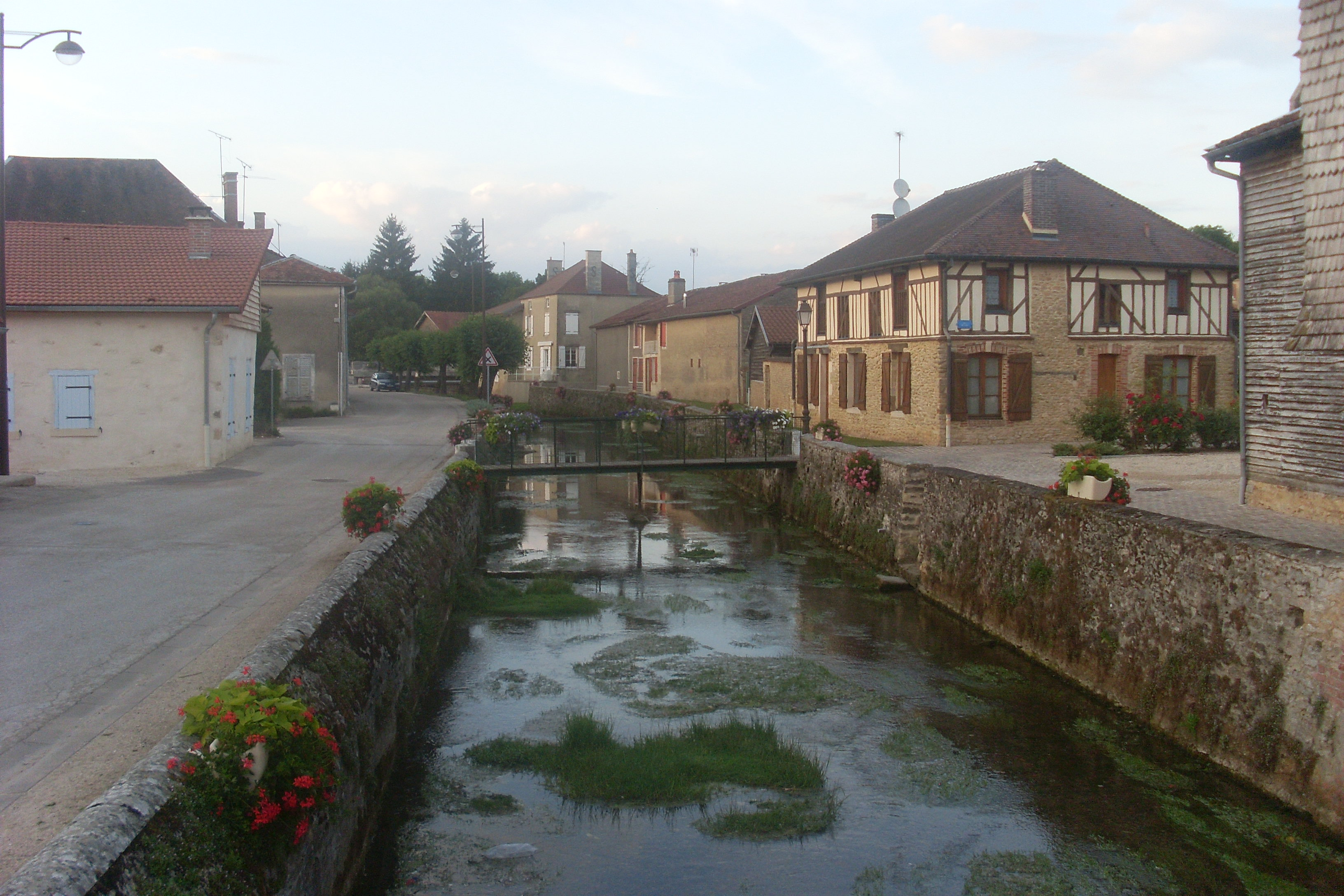
莱讷河两岸

### 教育
苏莱讷迪属于兰斯学区。截止2021年1月1日，苏莱讷迪境内有1所小学。

### 医疗
截止2021年1月1日，苏莱讷迪境内共有全科医生1名、保健师3名、护士1名和眼科医生1名。
距离苏莱讷迪最近的区域性医疗机构为20公里外的奥布河畔巴尔中心医院，后者全名为“奥布河畔巴尔圣尼古拉中心医院”（Centre Hospitalier Saint Nicolas de Bar-sur-Aube），其主病区位于奥布河畔巴尔市区，距离苏莱讷迪的正常车程大约20分钟，该院设有床位190个，是当地规模最大的公立综合性医院。

### 住房
2019年，苏莱讷迪境内共有各类住房186套，其中91.4%为独立式居民区，8.1%为集中式居民区。常住房屋占苏莱讷迪市镇范围内居民建筑总量的78.5%。
在住房保障政策方面，2021年，苏莱讷迪境内共有25户家庭获得了住房经济补助，受益人数占总人口数量的6.0%，其中21份为房租补助。

### 商业
2021年，苏莱讷迪境内共有各类实体商铺5家，其中杂货店1家、美容美发店1家。

### 体育
2021年，苏莱讷迪境内共有1处网球场以及1处篮球或排球场。
截至2023年1月，苏莱讷迪境内暂无注册足球俱乐部。

### 环境
苏莱讷迪的环境事务由其所属的旺德夫尔-苏莱讷市镇公共社区联合各级政府协调负责。2021年，苏莱讷迪境内暂无污染企业。

### 治安
苏莱讷迪及其附近的共162个市镇是奥布河畔巴尔国家宪兵队（zone gendarmerie de Bar-sur-Aube）的管辖范围。2020年，该宪兵队累计记录各类案件1,967起，其中盗窃类案件950起，经济类案件202起，毒品交易类案件76起。

## 文化

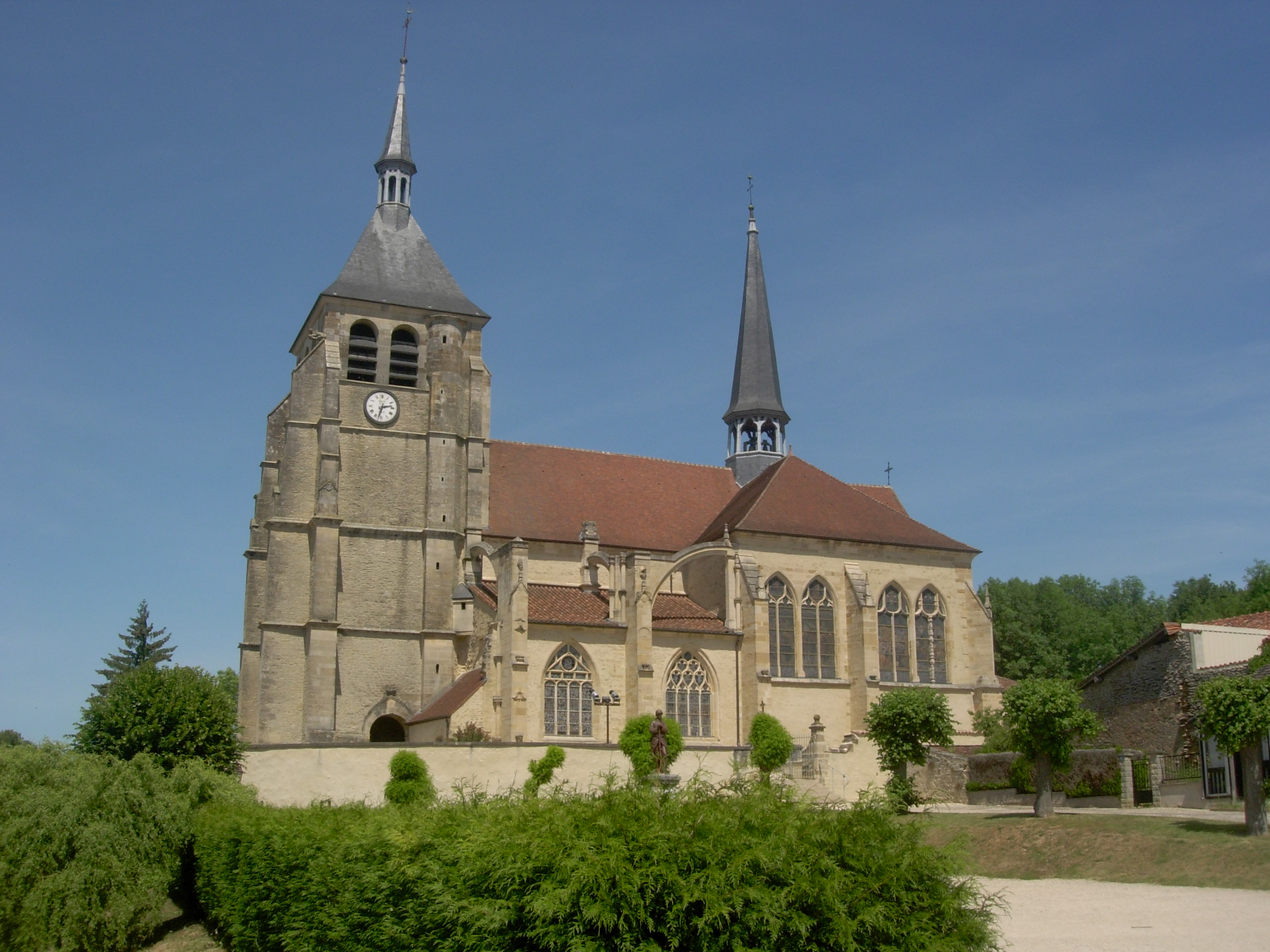
圣洛朗教堂

2021年，苏莱讷迪境内暂无任何文化设施。苏莱讷迪市内建有市政图书馆，每周二至六向公众开放。

### 建筑
苏莱讷迪境内有多处历史建筑，其中法国国家文物保护单位包括圣让小教堂、圣洛朗教堂等。

### 旅游
苏莱讷迪的旅游事务由其所属的旺德夫尔-苏莱讷市镇公共社区负责。2022年，苏莱讷迪境内共有1家酒店共计14间房间；另有1个露营地，可容纳共39辆露营车。

### 媒体
法国主要的媒体均可在苏莱讷迪接收，法国电视三台下属的大东部大区频道在部分时段播出苏莱讷迪所在奥布省的地方新闻。Canal 32电视台、香槟广播、蓝色法兰西香槟-阿登广播、《东部光明报》等是当地主要的地方性媒体。

## 友好城市
截至2023年2月，苏莱讷迪暂未建立任何友好城市关系。